# Alexia Căruțașu
Alexia Ioana Căruțașu, född 10 juni 2003 i Bukarest, Rumänien, är en volleybollspelare (spiker).
Căruțașu började spela på professionell nivå med CSM București (2016–2018). När hon i oktober 2016 debuterade med dem i Divizia A1 (högsta serien i Rumänien) var hon den yngsta någonsin (13 år och 4 månader) att spela i serien. Căruțașu har senare spelat med Vakıfbank SK (2018–2019), Yeşilyurt SK (2019–2021) och Galatasaray SK, samtliga i Sultanlar Ligi, Turkiet. Med CSM București blev hon rumänsk mästare 2018 och med Yeşilyurt SK vann hon CEV Challenge Cup 2020–2021.
Hon spelade för Rumänien vid U17-EM 2018 och U18-VM 2019. Hon har även turkiskt pass.